# Richwood (Nyugat-Virginia)
Richwood város az USA Nyugat-Virginia államában, Nicholas megyében. Lakosainak száma 1660 fő (2020. április 1.).

## Népesség
A település népességének változása:
| Lakosok száma | 3061 | 2051 | 1660 |
|               | 1910 | 2010 | 2020 |